# Lycée Claude-Monet
Le lycée Claude-Monet est un établissement public d'enseignement français construit en 1955. Il regroupe des classes de collège, de lycée et des classes préparatoires (ECG et lettres). Il est situé au 1, rue du Docteur-Magnan, dans le 13e arrondissement de Paris. Il se trouve à proximité du parc de Choisy, du stade Charles-Moureu et du centre Pierre-Mendès-France, centre universitaire rattaché à l'université Paris 1 Panthéon-Sorbonne.

## Enseignements
La cité scolaire regroupe un peu plus de 2 000 élèves, provenant pour la majorité du 13e arrondissement. Le lycée offre aussi un choix d'options et d'enseignements de spécialités artistiques (musique, théâtre, arts plastiques, langues anciennes - latin et grec), scientifiques, et de sciences économiques.
Il existe également une section européenne anglais, une section européenne italien, une section internationale de chinois (cours de littérature et de mathématiques en chinois), une section internationale d'arabe (cours de littérature et histoire géographie en arabe) et une section internationale d'italien préparant à l'ESABAC (baccalauréat français et esame di Stato italien). Le lycée offre aussi des cours de chinois en langue inter-établissement (LIE).
Le collège accueille aussi des élèves handicapés à travers les classes ULIS. Le lycée propose aussi des classes préparatoires économiques et littéraires. Depuis la rentrée 2013, le collège accueille des élèves scolarisés en classe à horaires aménagés musique (CHAM) fonctionnant en partenariat avec le conservatoire municipal Maurice-Ravel (Paris 13e).

## Historique
Le lycée fut construit en 1955 par l'architecte Roger Séassal, lauréat du grand prix de Rome. Il se trouve comme le parc de Choisy voisin, à l'emplacement de l'ancienne usine à gaz de l'avenue de Choisy. Sa construction a débuté à partir des années 1920, ce qui explique son architecture. Sa construction fut interrompue pendant la crise des années 1930 et la Seconde Guerre mondiale. Elle a repris après la guerre et fut achevée en 1955. Une rénovation importante a été engagée à partir de 1998.
La décoration murale du lycée fut réalisée par :
- Jean Dupas (1882-1964) fresques Jeux de Cartes et Jeux d'échecs dans le hall d'entrée, datant de 1954 et 1956 ;
- Jean Bouchaud (1891-1977)[2] ;
- Yves Brayer.

Deux choix avaient été proposés pour le nom du lycée : Gabriel Fauré ou Claude Monet. Finalement, le nom choisi pour le lycée fut Claude Monet. En échange, Michel Monet, le fils de Claude Monet donna le tableau Nymphéas avec rameaux de saule (prêt permanent du musée des Impressionnismes Giverny).
Néanmoins, le nom de Gabriel Fauré fut finalement donné à un lycée proche situé au 81, avenue de Choisy.

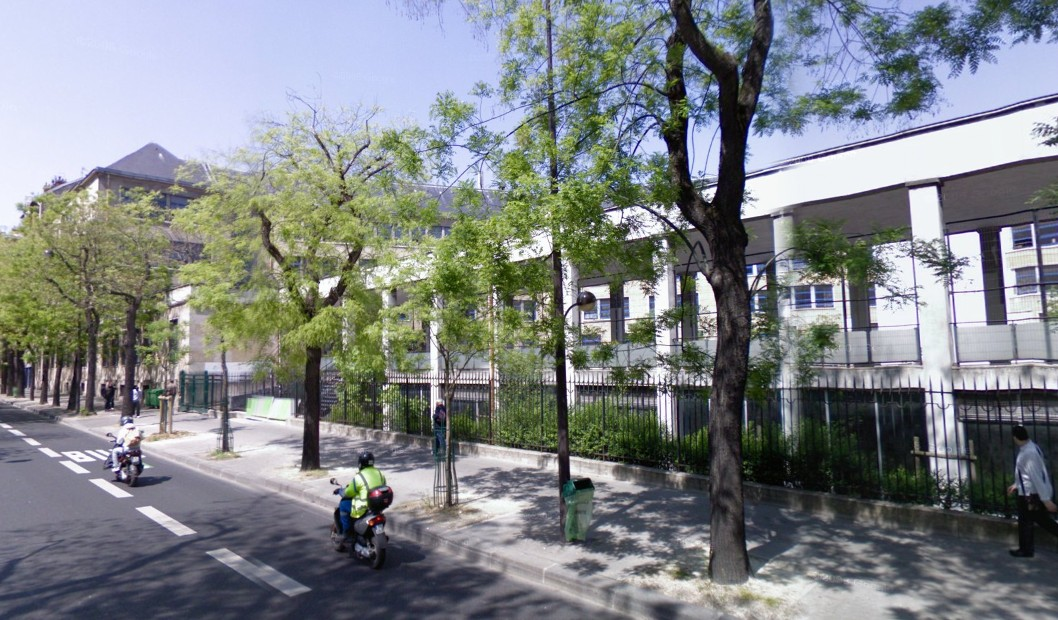
Le lycée Claude-Monet vu depuis la rue de Tolbiac.

## Infrastructures
Le lycée est constitué de quatre étages et d'un sous-sol, le quatrième étage, sous les toits, étant consacré exclusivement aux arts plastiques. Il y a trois CDI dans le lycée (un pour le collège, un pour le lycée et un pour les classes préparatoires), une salle de musique et une salle de théâtre de 200 places. Au sous-sol, il y a un gymnase, un dojo, plusieurs vestiaires et une salle de conférence de 150 places. Le rez-de-chaussée accueille les bureaux de l'administration, l'infirmerie, le réfectoire ainsi qu'un parloir. En outre, le lycée a été presque entièrement adapté aux personnes à mobilité réduite : il compte deux ascenseurs et une rampe d'accès près du perron.

## Classement du lycée
En 2017, le lycée se classe 20e sur 115 au niveau départemental quant à la qualité d'enseignement, et 106e au niveau national. Le classement s'établit sur trois critères : le taux de réussite au bac, la proportion d'élèves de première qui obtient le baccalauréat en ayant fait les deux dernières années de leur scolarité dans l'établissement, et la valeur ajoutée (calculée à partir de l'origine sociale des élèves, de leur âge et de leurs résultats au diplôme national du brevet).

## Classements des CPGE
Le classement national des classes préparatoires aux grandes écoles (CPGE) se fait en fonction du taux d'admission des élèves dans les grandes écoles.
En 2016, L'Étudiant donnait le classement suivant pour les concours :
| École intégrée | 2016           | 2015           |
| --- | -------------- | -------------- |
| HEC | 0,0 % (0/35)   | 2,9 % (1/34)   |
| ESCP Europe, ESSEC, HEC | 2,9 % (1/35)   | 2,9 % (1/34)   |
| EDHEC, EM Lyon, ENS Cachan, ESCP Europe, ESSEC, HEC | 17,1 % (6/35)  | 5,9 % (2/34)   |
| HEC, ESSEC, ESCP Europe, EM Lyon, EDHEC, Audencia, ENS Cachan, Grenoble EM, Neoma (Reims + Rouen), Toulouse Business School, Kedge (Bordeaux + Marseille) | 65,7 % (23/35) | 50,0 % (17/34) |

Prépas littéraires option langues sciences humaines
| École intégrée                                                                                           | 2015          | 2014           | 2013          | 2012           | 2011          | Moyenne sur 5 ans |
| --- | ------------- | -------------- | ------------- | -------------- | ------------- | ----------------- |
| ENS LSH                                                                                                  | 1,7 % (1/59)  | 0,0 % (0/59)   | 1,5 % (1/66)  | 5,1 % (4/79)   | 2,2 % (1/46)  | 2,3 %             |
| Moyenne nationale                                                                                        | 3,2 %         | 3,4 %          | 3,1 %         | 3,5 %          | 3,7 %         | 3,3 %             |
| ENS LSH, Top 5 ESC                                                                                       | 1,7 % (1/59)  | 0,0 % (0/59)   | 6,1 % (4/66)  | 6,3 % (5/79)   | 4,3 % (2/46)  | 3,9 %             |
| Moyenne nationale                                                                                        | 5,0 %         | 5,2 %          | 4,9 %         | 5,1 %          | 5,5 %         | 5,1 %             |
| ENS-LSH, Celsa, Esit, Isit, Ismapp, les 9 IEP, écoles de commerce BCE et Ecricome, Dauphine, Masters ENS | 11,9 % (7/59) | 18,6 % (11/59) | 12,1 % (8/66) | 15,2 % (12/79) | 17,4 % (8/46) | 14,9 %            |
| Moyenne nationale                                                                                        | 20,3 %        | 18,9 %         | 19,9 %        | 17,8 %         | 13,3 %        | 18,2 %            |

## Œuvres
- René Perrot, Tapisserie d'Aubusson, 1956, tissée par la maison Hamot, dépôt du Mobilier national, dans le parloir[5] ;
- Marcel-Armand Gaumont, Premices[5] ;
- Jean Dupas, peinture murale, huile sur toile marouflée, 1954 et 1956, hall du lycée[6] ;
- Alfred Janniot, Baigneuse à la draperie, 1950, dans le hall du lycée[7] ;
- Yves Brayer, fresque dans une salle de physique[8] ;
- Blanche Hoschedé, Les pins maritimes, 1928[9] ;
- Antoine Sartorio, Le Rythme, sculpture dans le hall du lycée[10],[11] ;
- Cinq vasques, dont une Georges Serré, qui ornent les escaliers du lycée[12].

## Annexe du lycée Claude-Monet
Une annexe au lycée Claude-Monet est située au sein de la clinique Georges-Heuyer (établissement de soins-études faisant partie de la Fondation Santé des étudiants de France). Elle se situe au 68, rue des Grands-Moulins.

## Personnalités liées au lycée

### Professeurs
- Jean-Paul Scot
- Pascal Michon
- Jean-Paul Jouary
- Dominique Sopo
- Brigitte Jaques-Wajeman
- Annick Chartreux

### Élèves
- Jérôme Coumet
- Adrien Gallo[13]
- Jules Sitruk
- Antoine Burban[13]
- Glen Hervé
- Flavien Berger
- Harlem Désir
- Mademoiselle K
- Esteban Carvajal Alegria
- Anne Delbée
- Lucien Gainsbourg
- Pierre Charon
- Jérôme Leroy (compositeur)
- Gisèle Sans[14]
- Pierre Niney[15]
- Anne Paceo[réf. nécessaire]
- Raphaël Personnaz[réf. nécessaire]
- Christophe Jakubyszyn[16]
- Laurent Naouri
- Pascale Pouzadoux
- Agnès Desarthe
- Frédéric Bonnaud

## Liste des proviseurs
- 1972-1986 : Micheline Henriot
- 1986-19(?) : Mme Bertholier
- 19(?)-2000 : Nicole Goy
- 2000-2007 : Françoise Gicquel
- Jusque 2017 : Alain Anton
- 2017-2021 : Marie-Eve Leroux-Langlois
- Depuis 2021 : Michel Cervoni

## Accès
Ce site est desservi par les stations de métro Tolbiac, Place d'Italie ou encore Olympiades par les lignes de métro 5, 6, 7 et 14.